# Aéroport International de Limoges
Luchthaven Limoges (Frans: Aéroport International de Limoges) is een luchthaven 6 km ten noordwesten van Limoges, een stad in het Franse departement Haute-Vienne. De luchthaven staat ook bekend als Limoges-Bellegarde. Ryanair onderhoudt een lijndienst tussen Limoges en Brussel-Charleroi.
Vanwege een beveiligingsprobleem met de MediaWiki Graph-software is het momenteel niet mogelijk deze grafiek weer te geven. Zodra de software is bijgewerkt zal de grafiek vanzelf weer zichtbaar worden.